# Касвил (Пенсилванија)
Касвил (енгл. Cassville) град је у америчкој савезној држави Пенсилванија.

## Демографија
По попису из 2010. године број становника је 143, што је 9 (-5,9%) становника мање него 2000. године.
| Група             | 2000.        | 2010.       |
| Белци             | 152 (100,0%) | 142 (99,3%) |
| Афроамериканци    | 0 (0,0%)     | 0 (0,0%)    |
| Азијати           | 0 (0,0%)     | 0 (0,0%)    |
| Хиспаноамериканци | 0 (0,0%)     | 0 (0,0%)    |
| Укупно            | 152          | 143         |